# Colby Jones
Colby Everette Jones (Birmingham, 28 maggio 2002) è un cestista statunitense, professionista nella NBA.

## Carriera
Dopo aver trascorso tre stagioni con gli Xavier Musketeers, nel 2023 si dichiara per il Draft NBA, in cui viene selezionato con la trentaquattresima scelta assoluta dagli Charlotte Hornets e subito ceduto ai Sacramento Kings.

## Statistiche

### College
| Anno       | Squadra           | PG | PT | MP   | TC%  | 3P%  | TL%  | RP  | AP  | PRP | SP  | PP   |
| ---------- | ----------------- | -- | -- | ---- | ---- | ---- | ---- | --- | --- | --- | --- | ---- |
| 2020-2021  | Xavier Musketeers | 15 | 11 | 27,8 | 46,4 | 33,3 | 75,7 | 4,8 | 2,9 | 1,3 | 0,3 | 7,7  |
| 2021-2022† | Xavier Musketeers | 35 | 35 | 33,5 | 48,3 | 29,2 | 68,0 | 7,3 | 3,2 | 1,5 | 0,5 | 11,6 |
| 2022-2023  | Xavier Musketeers | 36 | 36 | 34,0 | 50,9 | 37,8 | 65,3 | 5,7 | 4,4 | 1,3 | 0,6 | 15,0 |
| Carriera   | Carriera          | 86 | 82 | 32,7 | 49,4 | 34,4 | 67,9 | 6,2 | 3,6 | 1,4 | 0,5 | 12,3 |

### NBA

#### Regular Season
| Anno      | Squadra          | PG | PT | MP   | TC%  | 3P%  | TL%  | RP  | AP  | PRP | SP  | PP  |
| --------- | ---------------- | -- | -- | ---- | ---- | ---- | ---- | --- | --- | --- | --- | --- |
| 2023-2024 | Sacramento Kings | 30 | 0  | 6,4  | 39,4 | 9,1  | 54,5 | 1,3 | 0,7 | 0,2 | 0,2 | 2,1 |
| 2024-2025 | Sacramento Kings | 24 | 0  | 5,4  | 42,3 | 40,0 | -    | 1,0 | 0,3 | 0,3 | 0,3 | 1,1 |
| 2024-2025 | Wash. Wizards    | 15 | 0  | 25,7 | 46,6 | 30,8 | 65,7 | 4,3 | 2,5 | 1,3 | 0,4 | 8,7 |
| Carriera  | Carriera         | 69 | 0  | 10,2 | 43,5 | 25,4 | 63,0 | 1,8 | 0,9 | 0,5 | 0,3 | 3,2 |

### G League
| Anno      | Squadra          | PG | PT | MP   | TC%  | 3P%  | TL%  | RP  | AP  | PRP | SP  | PP   |
| --------- | ---------------- | -- | -- | ---- | ---- | ---- | ---- | --- | --- | --- | --- | ---- |
| 2023-2024 | Stockton Kings   | 22 | 22 | 36,0 | 47,7 | 33,1 | 56,8 | 6,5 | 4,6 | 2,3 | 0,8 | 18,1 |
| 2024-2025 | Stockton Kings   | 15 | 15 | 33,4 | 45,5 | 38,5 | 51,7 | 5,3 | 3,4 | 1,6 | 0,9 | 19,7 |
| 2024-2025 | Capital C. Go-Go | 7  | 5  | 28,5 | 50,0 | 47,8 | 33,3 | 4,7 | 2,4 | 2,4 | 0,4 | 9,9  |
| Carriera  | Carriera         | 44 | 42 | 33,9 | 47,0 | 36,6 | 54,0 | 5,8 | 3,8 | 2,1 | 0,8 | 17,3 |

## Palmarès
- Campione NIT (2022)